# Shampion
Shampion ist eine Herbstsorte des Kulturapfels.
Die Sorte entstand 1960 in Tschechien als Kreuzung aus Golden Delicious und Cox Orange.

## Frucht
Die häufig großen, orangen bis orangeroten Früchte sind Ende September bis Anfang Oktober reif. Sie sind sofort genussreif und etwa bis Ende November haltbar.
Das Fruchtfleisch ist cremefarben und sehr aromatisch, aber nur leicht süß-säuerlich. Die Früchte neigen zu Stippe.

## Baum
Der Wuchs dieser Sorte ist mittelstark und bildet eine pyramidale und lockere Krone. Der Baum verzweigt sich gut und bildet viele Fruchtspieße.
Der Ertrag ist hoch und setzt früh ein. Bei zu hohem Ertrag fehlt den Früchten jedoch das Aroma.
Anfällig ist diese Sorte insbesondere für Apfelschorf und Feuerbrand.